# Primární marketingový výzkum
Primárním marketingovým výzkumem se rozumí sběr dat uskutečněný poprvé, pro konkrétního zadavatele a konkrétní problém. Primární výzkum se provádí až po provedení sekundárního výzkumu (Kozel a kol., 2011). Podle toho, jakým způsobem jsou sbírána data, rozlišujeme primární a sekundární výzkum.
Primární výzkum, označovaný jako „terénní výzkum“ je výzkum, kdy si firma sbírá sama informace z trhu a to prostřednictvím různých metod, především dotazováním, pozorováním či experimentem. Primární výzkum by měl být využíván v případě, že jsou informace ze sekundárního výzkumu neaktuální, nepřesné, nespolehlivé, neúplné či zcela chybí. Sekundární výzkum, který je nazýván „výzkum od stolu“, využívá zdroje, které byly už v minulosti shromážděny za jiným účelem. Může se jednat o databáze, časopisy, ročenky či statistické údaje. Informace ze sekundárního výzkumu má firma k dispozici a to většinou zdarma či za poplatek (Karlíček a kol., 2013).

## Výhody a nevýhody
Potřebná data odpovídají potřebám firmy. Při dodržení postupu je zajištěna přesnost a spolehlivost dat. Většinou jsou informace aktuální.
Nevýhodami jsou větší náklady než u výzkumu sekundárního, delší doba provádění nebo náročná organizace výzkumu (Kozel a kol., 2011).

## Kvantitativní a kvalitativní výzkum trhu
Základní fází výzkumu trhu je příprava projektu, která vyžaduje zejména definici problému. Východiskem je zhodnocení stávající tržní situace a analýza dostupných informací, na kterou naváže vyslovení hypotéz. Výzkum je tím efektivnější, čím je formulace problému užší a čím více je využíváno existujících informací. Nutno je také definovat problém v realizovatelné oblasti.
Definice problému je charakterizována následujícím postupem:
Zjištění reality vycházející z průběžného sledování klíčových jevů. Obchodník má ve své evidenci jen část informací, které jsou potřebné koncepční marketingovou politiku, proto zajišťuje soubor dalších informací umožňujících mu operativně reagovat.
Komparace reálného stavu se žádoucí realitou: vypovídají-li informace o možné kritické situaci nebo nedostatečně podložené koncepci, mohou být podnětem pro provedení speciálních akcí ve výzkumu trhu.
Hypotéza o příčinách rozdílů mezi skutečným a žádoucím stavem je vyslovena na základě dosavadních informací. Následně jsou vymezeny nástroje, které pomohou tuto situaci řešit.
Potřebné informace a vymezení jejich podstaty vychází ze zúžení problému na klíčovou informaci. Při tom je potřeba vymezit jejich podstatu: objekt (výrobek, cena, komunikace…) a charakter problému (kvantitativní nebo kvalitativní, koncepční nebo operativní, podklady pro taktický záměr, kontrola efektu provedené aktivity). Klíčová otázka (zadání) pak upřesní základní charakter výzkumu.
Rešerše a vymezení zdroje informací. Rešerše dat je prvním krokem sběru informací.
Technika získávání informací: spočívá ve zvolení vhodné cesty pro získání odpovědi na řešení problému a nalezení techniky, jak tuto odpověď získat.
Volba realizátora, kdy je určen realizační tým. Je také nutné specifikovat techniku, velikost vzorku, techniku výběru a screening, lokalitu výzkumu a timing (Zamazalová a kol., 2010).
Výzkum trhu pak lze provádět ve dvou základních větvích: kvantitativní a kvalitativní.
Kvantitativní metody – se používají pro určování množství určitých jevů. Těmito metodami se zjišťují postoje, pocity, stanoviska lidí. Provádí se pomocí shromáždění odpovědí dotazovaných na otázky, které jsou každému z nich pokládány stejně.
Kvalitativní metody – pomocí nichž se nachází důvody, různá porozumění aktuálního problému, vcítění na místo nakupujících a vysvětlení souvislostí. Používají se, pokud je potřeba zjistit věci, které nelze vyjádřit pomocí čísel – spotřebitelovy názory, pohnutky či motivy jeho jednání. Velmi často se používají u testování nových výrobků (Marksmarketing, 2015).
K získání primárních informací se používají tyto tři základní metody:
- dotazování
- pozorování
- experiment

## Dotazování
Za nejpoužívanější metodu se považuje dotazování, pomocí ní se dozvíme postoje dotazovaných k určité věci. Tato metoda funguje jednoduše, kdy respondenti odpovídají na předem připravené otázky – telefonicky, elektronicky nebo osobně. Mezi výhody této metody patří flexibilita a různorodá použitelnost v situacích. Velkou nevýhodou je velmi častá neochota oslovených spolupracovat nebo uvádění klamavých informací.
Existují určitá kritéria, která by měl dotazník obsahovat. Všechny otázky, které jsou respondentům položeny, by měly být poměrně snadné a jednoduché. Odpovídat na tyto otázky by nemělo dělat větší problémy. Zaznamenávání odpovědí by mělo být taktéž snadné, aby nenastaly problémy při vyhodnocování (Jurášková a Horňák, 2012).

## Pozorování
Jedná se o metodu sběru primárních dat, kdy se zákazník přímo vědomě neúčastní výzkumu, je pozorován skrytě. Využívá se například při sledování konkurence. Může se provádět dvěma způsoby jako domácí audit nebo přímé pozorování. Například American Airlines se schází v kavárnách na letištích nebo mezi cestujícími v první třídě – pozorují co si zákazníci říkají o různých leteckých společnostech (Kotler, 2007).
a) Struktura
Pozorování = metoda obecnější, méně strukturovaná.
Registrace = metoda více strukturovaná
(registrování chování lidí např. nákupní kartou, parkovací kartou, a tím automaticky sledujeme chování zákazníka).
b) Prostředí
Pozorování v prostředí: přirozené nebo umělé (focus group) – skupina 6–10 pečlivě vybraných lidí. Vybráni na základě demografických a psychografických zřetelů. Baví se o určitém tématu, kterému dobře rozumí. Přítomný je marketingový moderátor, který pokládá cílené otázky.
Pozorování a registrace: přímá skrývaná, nepřímá nebo neskrývaná (Kotler, 2007).

## Experiment
Experimentální výzkum patří z vědeckého hlediska mezi nejplatnější. Experimenty se provádí za účelem zjištění faktorů chování zákazníků, tím že se snažíme měnit jen určitou část prostředí. Cílem je prověřit zavedení nového produktu či služby. Pozorovat reakce kladné, záporné a nebo zda změna zůstane bez povšimnutí.
Experiment: přirozený – laboratorní
- kontrolní skupiny a následné testy,
- porovnávání skupin lidí při změně určitého faktoru (Palátková, 2013).